# أتيلا هورفاث (لاعب كرة يد)
أتيلا هورفاث (بالمجرية: Horváth Attila)‏ (4 يناير 1966 في المجر - ) هو لاعب كرة يد مجري في مركز مدافع (كرة قدم). شارك في الألعاب الأولمبية الصيفية 1992.

## وصلات خارجية
- أتيلا هورفاث على موقع أوليمبيديا (الإنجليزية)